# دهستان کویر (طبس)
کویر، دهستانی است از توابع بخش دیهوک و در شهرستان طبس استان خراسان جنوبی ایران.

## جمعیت
جمعیت این دهستان بر اساس سرشماری سال ۱۳۸۵ جمعیت آن (۱٬۰۱۱خانوار) ۳٬۵۰۷ نفر بوده‌است.